# Outsourcing
Outsourcing er et økonomisk begreb, der dækker over, at en virksomhed vælger at købe varer/ydelser, den tidligere selv har produceret, hos en underleverandør. 
Begrundelsen for at gøre dette kan være, at 
- opnå bedre kvalitet ved at benytte sig af en specialist frem for selv at gøre tingene
- opnå lavere pris
- opnå en højere forrentningsgrad for den investerede kapital

Der er en stigende fremgang inden for outsourcing, da det efterhånden er en nødvendighed for mange virksomheder at benytte outsourcing for at kunne konkurrere med andre virksomheder. 

## International outsourcing
Begrebet "outsourcing" bruges hyppigt i debatten om globalisering. Da tales der om, at en virksomhed flytter visse af sine funktioner, typisk dele af sin produktion, til et billigere land – enten fortsat drevet i eget regi (i et udenlandsk datterselskab) eller ved at benytte en udenlandsk underleverandør.
Der er ved flytning af produktion til et udenlandsk datterselskab ikke tale om outsourcing men om udflagning.
Virksomheder, som benytter sig af outsourcing, befinder sig oftest i de lande, hvor omkostningsniveauet og evt. selskabsskatten er høj. Ved at outsource kan de da få lavere lønomkostninger og mindre beskatning af indtjeningen, hvorved deres produkter bliver billigere. Endvidere kan outsourcing anvendes til at få virksomheden til at fokusere på sine kernekompetencer, i stedet for aktiviteter, som virksomheden ikke er best in class til.
I Indien skal en ingeniør, som er ligeså veluddannet som de danske, således kun have under en tredjedel af den løn en dansk ingeniør skal have. Omkostningsniveauet afhænger dog ikke blot af den direkte løn, men også af produktivitet (herunder arbejdsmoral, transport, leveringstid, råvarer, afstand til underleverandører, reservedele til maskiner) etc. 
Kritikere af outsourcing ser det som et dræn af både arbejdspladser og skatteindtægter.
Outsourcing betyder imidlertid, at selskabet bliver mere konkurrencedygtigt, end det ellers ville have været, hvorved moderselskabet holder sig i live (og måske ligefrem vokser), sådan at de meget værdiskabende funktioner såsom produktudvikling og den primære produktion bliver i det land, hvorfra der outsources.
Høj skat (dog ikke altid høj selskabsskat) findes i den universelle velfærdsmodel, da alle offentlige ydelser og rettigheder og finansieringer af velfærdsstaten sker gennem skatten. på grund af den høje skat kan virksomheden, iflg. visse teorier, ikke se store økonomiske fordele i den universelle velfærdsstat. En virksomhed vil dermed, iflg. disse teorier, flytte til lande med enten den residuale eller selektive velfærdsmodel, hvor skattesatsen ikke er så høj. Dermed kan outsourcing og globaliseringen angiveligt være en stor trussel for den universelle velfærdsmodel, da den risikerer at alle virksomhederne flytter produktionen til andre lande, hvorved lande med en universel velfærdsstat mister skatteydere.

## Offentlig outsourcing
Se: Udlicitering og Privatisering.

## IT-outsourcing
IT outsourcing betyder basalt, at en hosting udbyder står for den samlede drift, vedligeholdelse og sikring af alle systemer og livsvigtige data. Den fungerer i det daglige som din IT-afdeling, og sørger for at alle systemer kører optimalt via løbende vedligeholdelse, overvågning og sikring.

## Insourcing
Insourcing er processen med at vende en outsourcing om, muligvis ved hjælp af hjælp fra dem, der ikke i øjeblikket er en del af det interne personale. Nogle forfattere kalder dette backsourcing, og forbeholder udtrykket insourcing til blot at henvise til udførelse af bestemte aktiviteter internt.
Outsourcing har gennemgået mange iterationer og genopfindelser, og nogle outsourcingkontrakter er blevet delvist eller helt vendt om. Ofte er årsagen at opretholde kontrol over kritisk produktion eller kompetencer, og insourcing bruges til at reducere omkostninger til skatter, arbejdskraft og transport. Nogle gange er der problemer med outsourcingaftalerne på grund af presset for at bringe job tilbage til deres hjemland, eller simpelthen fordi det ikke længere er effektivt at outsource bestemte opgaver.
Undersøgelser udført i virksomheder bekræfter den positive indvirkning af at bruge insourcing på den økonomiske præstation.